# Francesco Moraglia
Francesco Moraglia (Génova, 25 de maio de 1953) é um prelado italiano da Igreja Católica. É Patriarca de Veneza desde março de 2012; é o primeiro genovês a ocupar esse cargo. Foi bispo de La Spezia-Sarzana-Brugnato de 2007 a 2012.

## Biografia
Nasceu em Génova onde frequentou o seminário local. Foi ordenado sacerdote em 29 de junho de 1977 em Génova pelo então arcebispo Cardeal Giuseppe Siri.
Entre 1977 e 1978 leccionou no seminário arquidiocesano e em 1979, ensina teologia dogmática na Faculdade Teológica da Itália Setentrional. Paralelamente continuou os estudos na Pontifícia Universidade Urbaniana doutorando-se em Teologia Dogmática em 1981.
Entre 1979 e 1988 serviu numa paróquia no centro da cidade de Génova. A partir de 1986, ensina teologia fundamental e dogmática e teologia sacramental no Instituto Superior de Estudos Religiosos Ligure. Em 1989 assumiu também o cargo de professor de Cristologia, Antropologia e Sacramentário na Faculdade Teológica da Itália Setentrional.
Em 1996 foi nomeado director diocesano para a Cultura e tornou-se membro do conselho presbiterial da diocese em 2001.
Desde 2003 é consultor da Congregação para o Clero. Em 2004 é nomeado pelo arcebispo Cardeal Tarcisio Bertone cânon real do capítulo de Catedral de San Lorenzo.

## Episcopado
A 6 de dezembro de 2007, o Papa Bento XVI nomeou-o Bispo de La Spezia-Sarzana-Brugnato, substituindo ao bispo Nino Staffieri, que se resignou ao atingir a idade de reforma.
Recebe a ordenação episcopal em 3 de fevereiro de 2008 na Catedral de Gênova por Cardeal Angelo Bagnasco (Arcebispo de Génova), tendo como co-ordenantes o Bispo Mauro Piacenza (então secretário da Congregação para o Clero) e o Bispo Bassano Staffieri (emérito). Entra solenemente na diocese em 1 de março de 2008.
Neste mesmo ano iniciou a prática diocesana da peregrinação mariana no primeiro sábado de cada mês e em 2012 estabeleceu a adoração perpétua do Santíssimo Sacramento na capela do Crucifixo na Igreja de Santa Maria La Spezia.
Em 2011 durante as cheias de La Spezia, cancelou a sua agenda para poder estar perto das áreas afectadas e encerrou temporariamente o seminário de Sarzana, do qual enviou seminaristas para ajudar a população.
Seu lema é "Cum Maria Matre Iesu", que significa: "Com Maria Mãe de Jesus", uma passagem dos Atos dos Apóstolos, capítulo 1,versículo 14.

## Patriarca de Veneza
A 31 de janeiro de 2012 o Papa Bento XVI nomeia Fracesco Moraglia para Patriarca de Veneza, depois de um longo período de vacância após a nomeação do Cardeal Angelo Scola para a Arquidiocese de Milão. A tomada de posse da catedral de Veneza decorreu a  25 de março de 2012. Com o título patriarcal assume o cargo de Metropolitano da província eclesiástica de Veneto, além de Grão-Chanceler da Faculdade de Direito Canônico "São Pio X" em Veneza e na Faculdade Teológica de Triveneto. Esta nomeação indica também que Francesco Moraglia será criado cardeal num próximo consistório, conforme o privilégio perpétuo concedido ao titular desta Arquidiocese. Até lá permanecerá como Arcebispo-Patriarca de Veneza.
Como direito exclusivo do Patriarca de Veneza (e de outros prelados, mas poucos), mesmo não tendo sido criado cardeal, Francesco Moraglia pode usar a indumentária característica de um cardeal, como o solidéu, a faixa e a mozeta vermelhos. A excepção verifica-se no barrete vermelho, cujo padrão difere do barrete cardinalício imposto pelo Papa no consistório para a criação de novos cardeais, contendo uma borla tal como é usada pelos bispos, mas vermelha, cor do Patriarca de Veneza, diferenciando-se assim da biretta usada pelos cardeais (que é igualmente vermelha, mas simples, sem borla). 

## Ordenações

### Ordenações episcopais
Foi o principal sagrante do seguinte bispo:
- Riccardo Battocchio (2025)

Foi consagrante de:
- Claudio Cipolla (2015)
- Lauro Tisi (2016)
- Renato Marangoni (2016)